# Michael Wolfgramm
Michael Wolfgramm   (Schwerin, 8 de març de 1953) és un remer alemany, ja retirat, que va competir sota bandera de la República Democràtica Alemanya durant la dècada de 1970.
El 1976 va prendre part en els Jocs Olímpics d'Estiu de Mont-real, on guanyà la medalla d'or en la competició del quàdruple scull del programa de rem. Formà equip amb Wolfgang Guldenpfennig, Rudiger Reiche, Karl Heinz Bussert. Fou convocat a darrera hora després que Martin Winter emmalaltís i tot i l'èxit aconseguit mai més tornà a ser cridat per disputar una competició internacional.